# Festuca nigrescens
Festuca nigrescens är en gräsart som beskrevs av Jean-Baptiste de Lamarck. Festuca nigrescens ingår i släktet svinglar, och familjen gräs. Inga underarter finns listade i Catalogue of Life.